# アセロラ
アセロラ（スペイン語: acerola）は、キントラノオ科ヒイラギトラノオ属（Malpighia）の植物のうちの特定の数種またはその果実である。
アセロラ（acerola）という語は中南米スペイン語を経て英語に取り入れられたが、本来はバラ科サンザシ属の Crataegus azarolus を指していた。

## 分類
アセロラの学名とされるのは Malpighia emarginata や Malpighia glabra で、Lim (2012) のように両者をシノニムの関係にあるとする文献も存在するが、Hassler (2019) や World Flora Online は両者を別種として扱っている。坂﨑 (1998) はアセロラの学名を Malpighia punicifolia とする一方 M. glabra をバルバドスチェリーと呼んで区別し、現在栽培されているアセロラの多くが M. glabra と M. punicifolia の交雑種とされ、両者の相違点はバルバドスチェリーの10本の雄蕊（おしべ）と3本の花柱の長さが同じであるのに対し M. punicifolia の雄蕊や花柱の長さは不揃いである点としているが、Hassler (2019) や Lim (2012)、World Flora Online は M. punicifolia を M. glabra のシノニムとしている。

## 特徴
西インド諸島、南アメリカ北部から中央アメリカが原産とされる常緑低木で、鮮やかな赤色の果皮のサクランボに似た果実を食用とする。葉は全縁（鋸葉がない）で、長さ10センチメートル程度。果実は5 - 8グラムと小さく、果皮は赤色、果肉は淡黄色または赤色をしている。果実の形からバルバドスザクラ（英語: Barbados cherry バルバドスチェリー）の別名を持つが、アセロラはAPG IVの分類ではキントラノオ目キントラノオ科であり、バラ目バラ科のサクラとは分類学的に離れた位置付けとなっている。果実は種類によって酸味が強い酸味種と甘みが強い甘味種に分けられる。栄養的にはビタミンCがレモンの17倍に匹敵するほど豊富で、その他にもカロテン、ビタミンB1・B2、ビタミンEなどを含む。主に、清涼飲料水、ジャム、ゼリーなどに加工される。ただし、熟した果実は傷みやすいために一般にはほとんど市販されておらず、加工用には未熟果が用いられる。
日本では1958年に沖縄県に導入されて以降、同県で栽培されている。現在、加工品としてはサントリーフーズよりニチレイアセロラドリンクとして販売され、一般に普及している。なお、ブラジルでも飲料にされることも多く、アセロラ自体の風味を強く感じることができる。しかし、日本の関連飲料などはかなり希釈されているため、アセロラ自体の味はあまりしない。
プエルトリコではアセロラは重宝されており、国外に持ち出す場合には特別な手続きが必要である。

## 諸言語における呼称
- 英語: Barbados cherry, West Indian cherry;[8][3]〔プエルトリコ[3]〕acerola
- スペイン語:〔プエルトリコ〕acerola[3];〔メキシコ〕cereza de Barbados[3];〔パナマ〕cereza、cereza colorada、cereza de la Sabana、grosella[8];〔ベネズエラ〕cemeruco、semeruco[8]
- ポルトガル語:〔ブラジル〕acerola、cereja-do-Pará[8]
- 台湾華語: 西印度櫻桃（Malpighia emarginata）、李氏櫻桃（Malpighia glabra）